# Kraftwerk
Kraftwerk (транскр.  Крафтверк) је немачки електронски музички бенд из Диселдорфа, који су основали Ралф Хитер и Флоријан Шнајдер 1970. године. Њујорк тајмс их назива „Битлсима електронске музике“.. Према британском листу Обсервер, „ниједан бенд после Битлса није толико допринео поп култури као Kraftwerk.“ У јануару 2014. године, награђени су Греми наградом за животно дело.

## Историја

### Оснивање и ране године (1970—1973)
Флоријан Шнајдер (флаута, синтисајзер, електрична виолина) и Ралф Хитер (електричне оргуље, синтисајзер) су се упознали као студенти на Универзитету музике и медија Роберта Шумана у Диселдорфу крајем 1960их, на којем су студирали импровизацију музике.
Њих двојица првобитно свирају заједно у петорци Organisation. Овај ансамбл је издао само један албум, Tone Float, издат за RCA Records у Уједињеном Краљевству, али се група распала после тога.
Ранији чланови групе Kraftwerk од 1970. до 1974, су се мењали. Хитер и Шнајдер радили су са неколико музичара током снимања првих три албума и извођења уживо наступа; значајни од тих чланова су били гитариста Михаел Родер и бубњар Клаус Дингер, који су напустили групу да би формирали бенд Neu!. Почетком 1971. године, Хитер напушта групу због студија архитектуре, а враћа се после шест месеци.
Албуми Kraftwerk, издат 1970, и албум Kraftwerk 2, издат 1972, углавном су били свирани на традиционалним инструментима као што су гитара, бас гитара, бубњеви, електричне оргуље, флаута и виолина. Пост-продукција уз помоћ модификације је изобличила звукове инструмената. Оба албума су била инструментална. Од 1972. до 1973. године, уживо наступе су само изводили Флоријан и Ралф, а касније Волфганг Флир постаје члан групе.
Са трећим албумом Ralf und Florian који је издат у октобру 1973. године, Kraftwerk се приближио свом класичном звуку, ослањајући се више на синтисајзер и драм машине. Албум је такође обележио прву употребу вокодера групе Kraftwerk, који је постао музичка сигнатура бенда.

### Међународни пробој (1974—1976)
Четврти албум Autobahn је издат у новембру 1974. године. Хитер и Шнајдер су почели улагати у нову технологију као што су минимуг и EMS Synthi AKS. Такође је задњи албум који је Кони Планк продуцирао. Након комерцијалног успеха када се албум пласирао на број 5 на Билборд топ 200, Ралф и Флоријан су уложили паре на новије ствари за њихов студио. У то време, сликар и графички уметник Емил Шулт је постао сарадник бенда. Шулт је дизајнирао њихове омоте албума и касније писао текстове.
1975. године, кренули су на турнеју да промовишу албум Autobahn, и то је први пут да изводе у Уједињеном Краљевству, Канади и Сједињеним Америчким Државама. Хитер и Шнајдер су углавном свирали клавијатурне делове са синтисајзерима и изводили вокале, а Волфганг и нови члан Карл Бартос су свирали електронске удараљке. Бартос је такође користио вибрафон на сцени. Хитер-Шнајдер-Бартос-Флир био је састав је све до краја 1980их година.
После турнеје, Kraftwerk креће са радом на новом албуму Radio-Activity. Овај албум је био мање популаран у Америци него у Европи. 1976. године, британски певач Дејвид Боуи је позвао бенд да дају подршку на турнеји али су то одбили. После Radio-Activity турнеје, бенд је направио краћу паузу.

## Дискографија
- 1970: Kraftwerk
- 1971: Kraftwerk 2
- 1973: Ralf und Florian
- 1974: Autobahn
- 1975: Radio-Activity (немачки назив: Radio-Aktivität )
- 1977: Trans-Europe Express (немачки назив: Trans-Europa Express )
- 1978: The Man-Machine (немачки назив: Die Mensch-Maschine )
- 1981: Computer World (немачки назив: Computerwelt )
- 1983: Tour De France (макси сингл)
- 1986: Electric Café
- 1991: The Mix (компилација)
- 1999: Expo 2000 (макси сингл)
- 2003: Tour de France Soundtracks
- 2005: Minimum-Maximum (уживо)
- 2017: 3-D Der Katalog (компилација)
- 2022: Remixes (ремикси)